# Bürgermeisterei Oberpleis
Die Bürgermeisterei Oberpleis war eine von zunächst neun preußischen Bürgermeistereien, in welche sich der 1816 gebildete Kreis Siegburg (ab 1825 Siegkreis) im Regierungsbezirk Köln verwaltungsmäßig gliederte. 1822 kam der Kreis Siegburg und damit auch die Bürgermeisterei Oberpleis zur damals neu gebildeten Rheinprovinz. Der Verwaltung der Bürgermeisterei unterstanden neun, nach einer Gemeindereform 1845/1846 zwei Gemeinden.
1927 wurde die Bürgermeisterei Oberpleis in Amt Oberpleis umbenannt und dieses im Rahmen der kommunalen Neugliederung des Raumes Bonn 1969 aufgelöst.

## Gemeinden

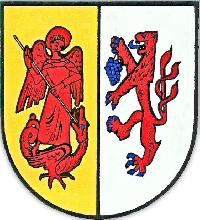
Wappen des 1969 im Zuge der Gebietsreform aufgehobenen Amtes Oberpleis mit dem Erzengel Michael und dem Bergischen Löwen

Zur Bürgermeisterei gehörten die Gemeinden:
| Stand 1840:  | Stand 1865: | seit 1969 Teil von: |
| ------------ | ----------- | ------------------- |
| Berghausen   | Oberpleis   | Königswinter        |
| Birlinghoven | Stieldorf   | Sankt Augustin      |
| Hasenpohl    | Oberpleis   | Königswinter        |
| Oberhau      | Oberpleis   | Königswinter        |
| Oberpleis    | Oberpleis   | Königswinter        |
| Oelinghoven  | Stieldorf   | Königswinter        |
| Rauschendorf | Stieldorf   | Königswinter        |
| Vinxel       | Stieldorf   | Königswinter; Bonn  |
| Wahlfeld     | Oberpleis   | Königswinter        |

## Geschichte
Das Verwaltungsgebiet der Bürgermeisterei Oberpleis war bis zum Beginn des 19. Jahrhunderts Teil des Amtes Blankenberg im Herzogtum Berg, das 1806 im Zusammenhang mit der Bildung des Rheinbundes im Großherzogtum Berg aufging. Mit der Einführung der Munizipalverfassung durch die „Provinzial- und Gemeinde-Verwaltungsordnung für das Großherzogtum Berg“ vom 18. Dezember 1808 wurde durch die französische Verwaltung unter Napoléon Bonaparte die Mairie Oberpleis gebildet. Die Mairie gehörte zum Kanton Hennef, Arrondissement Mülheim im Département Rhein. Während der provisorischen Verwaltung im Generalgouvernement Berg trug die Mairie ab Dezember 1813 die Bezeichnung „Bürgermeisterei“.
Aufgrund der Beschlüsse auf dem Wiener Kongress wurde 1815 das Rheinland dem Königreich Preußen zugeordnet. Unter der preußischen Verwaltung wurden 1816 Provinzen, Regierungsbezirke und Kreise gebildet, die Verwaltungsstrukturen auf der Ebene der Bürgermeistereien (bis 1813 „Mairien“ genannt) wurden vorerst beibehalten. Die Bürgermeisterei Oberpleis gehörte zum Kreis Siegburg (ab 1825 „Siegkreis“) im Regierungsbezirk Cöln, Provinz Jülich-Kleve-Berg. 1822 kam der Regierungsbezirk Köln und damit die Bürgermeisterei Oberpleis zur damals neu gebildeten Rheinprovinz. Mit Erlass einer Gemeindeordnung für die Rheinprovinz kam es 1845 zur rechtlichen Anerkennung der durch die Bürgermeisterei verwalteten Gemeinden als Gebietskörperschaften mit eigenem Vorsteher und Gemeinderat. Gleichzeitig wurden die zunächst neun Gemeinden, die als „Steuergemeinden“ bezeichnet wurden, zu den beiden Gemeinden Oberpleis und Stieldorf zusammengelegt. Die zu den aufgelösten Gemeinden Berghausen, Birlinghoven, Hasenpohl, Oberhau, Oelinghoven, Rauschendorf, Vinxel und Wahlfeld gehörenden Gemarkungen bestehen heute noch.
So wie alle Landbürgermeistereien in der Rheinprovinz wurde die Bürgermeisterei Oberpleis 1927 in „Amt Oberpleis“ umbenannt.
Im Rahmen der kommunalen Neugliederung des Raumes Bonn wurden zum 1. August 1969 das Amt Oberpleis sowie die dem Amt angehörenden Gemeinden aufgelöst. Wesentliche Teile der Gemarkung Birlinghoven wurden der neuen Gemeinde Sankt Augustin, ein Teil der Gemarkung Vinxel (mit den Orten Hoholz und Ungarten) wurde der Stadt Bonn (Stadtbezirk Beuel) und alle anderen Gemarkungen der Gemeinden Oberpleis und Stieldorf wurden der neuen amtsfreien Gemeinde unter dem Namen „Stadt Königswinter“ im (neuen) Rhein-Sieg-Kreis zugeordnet.

## Bürgermeister
- 1805–1811: Theodor Kratz
- 1811–1813: Hermann Joseph Schmitz
- 1813–1834: Franz Fröhlich
- 1834–1841: Franz Gottfried Fröhlich
- 1841–1871: Peter Heuser sen.
- 1871–1897: Peter Heuser jun.
- 1897–1926: Heinrich Joseph Komp
- 1926–1933: Rudolf Hahn
- 1933–1935: Wilhelm Benkowitz
- 1935: von Hirschfeld (kommissarisch)
- 1935: Jurisch (kommissarisch)
- 1935–1940: Georg Aretz
- 1940–1945: Fritz Klein
- 1945: Georg Meyer
- 1945–1946: Joseph Fußhöller
- 1946–1948: Elisabeth Vurthmann
- 1948–1952: Heinrich Horn
- 1952–1969: Anton Weber
- 1969: Erich Lichtenberg

Amtsdirektoren
- 1946–1950: Clemens Zöller
- 1950–1952: Otto Komp
- 1952–1964: Josef Lindenstreich
- 1964–1969: Peter Meurer

## Statistik
Nach dem „Gemeindelexikon für das Königreich Preußen“ aus dem Jahr 1888, das auf den Ergebnissen der Volkszählung vom 1. Dezember 1885 basiert, lebten im Verwaltungsgebiet der Bürgermeisterei Oberpleis insgesamt 6.610 Einwohner in 1.435 Häusern und in 87 Ortschaften; 3.290 der Einwohner waren männlich und 3.320 weiblich. Bezüglich der Religionszugehörigkeit waren 6.569 katholisch und 28 evangelisch; die 32 jüdischen Einwohnern lebten in Oberpleis.
1885 betrug die Gesamtfläche der beiden zur Bürgermeisterei gehörigen Gemeinden 5.383 Hektar, davon waren 3.386 Hektar Ackerland, 347 Hektar Wiesen und 1.281 Hektar Wald.